# 特文特
特文特（荷蘭語：Twente，荷蘭語發音：[ˈtʋɛntə] ⓘ；特文特方言：Tweante）是荷兰东部的一个乡村地区，涵盖上艾瑟尔省东部，主要城市为恩斯赫德。